# Сосновка (Балтайский район)
Сосновка — село в Балтайском районе Саратовской области Российской Федерации, входит в состав населённых пунктов Барнуковского муниципального образования.

## Общая информация
Село Сосновка располагается в восточной части Балтайского района. Ближайшая железнодорожная станция размещена в 15 км от села (станция Барнуковка). 

## История села
Датой основания села Сосновка принято считать конец XVII века. Основное население того времени - выходцы из соседнего села Алай. Через Сосновку проходил тракт из Донгуза в Вольск, на севере протекала река Алай, на противоположном берегу которой находилась небольшая владельческая деревня Евлашевка (также Дмитриевка).
После крестьянской реформы 1861 года была образована Сосновская волость в составе Вольского уезда Саратовской губернии.
В 1900 году была построена новая церковь, деревянная, с колокольней и престолом во имя святого Архистратига Михаила. 
В советские годы в этом селе был сформирован сельсовет, начали работу колхозы "Гигант", "Большевик" и "Красная Звезда" (в Евлашевке). Местная церковь была закрыта и разорена. 

## Население
По данным переписи населения 2010 года в селе Сосновка проживало 470 человек, из них 210 мужчин и 260 женщин.
| 2002 | 2010 |
| ---- | ---- |
| 562  | ↘470 |

## Инфраструктура
В настоящее время на территории села работают отделение связи, средняя общеобразовательная школа на улице Любомирова, сельский Дом культуры. 
В 2006 году на местном кладбище, при поддержке саратовского предпринимателя А. П. Максимова и директора центра занятости населения Балтайского района С. Е. Акимчева  была построена деревянная часовня. Чин освещения в честь Архистратига Божия Михаила (как и исторический сельский храм) был совершён 11 августа 2006 года. 
В 1978 году по соседству с Домом культуры был сооружён обелиск в память о погибших в сражениях Великой Отечественной войны жителях Сосновки. 

## Известные люди
- Алексей Петрович Максимов - директор Саратовского завода "Серп и молот".

## Уличная сеть
В селе несколько улиц: 
- Заречная улица
- Зеленая улица
- Комплексная улица
- Молодежная улица
- Новая улица
- Советская улица
- Улица Любомирова.